# Asian University
Die Asian University (kurz: Asian U; Thai มหาวิทยาลัยแห่งเอเชีย) ist eine private internationale Universität in der Provinz Chonburi im Osten Zentralthailands.

## Lage
Die Asian Universität liegt etwa 25 Kilometer von Pattaya entfernt im Landkreis (Amphoe) Bang Lamung der Provinz Chonburi.

## Geschichte
Die Asian University wurde 1993 in einem Memorandum zwischen dem Imperial College London und der Asian University gegründet. Sie hieß früher Asian University of Science and Technology (AUST).

## Allgemeines
Der Präsident der Asian Universität ist Viphandh Roengpithya, die Hochschulräte sind Nattharee Chuaprasert und Ulrich Werner.

## Einrichtungen und Studienmöglichkeiten
Die Asian University bietet Studiengänge die zum Bachelor- und zum Master-Abschluss führen, daneben werden auch Aufbaustudiengänge und ein Promotionsstudium angeboten. Alle Kurse werden in englischer Sprache gehalten.

### Fakultäten
- Fakultät für Wirtschaftswissenschaften
  - Betriebswirtschaft
  - Management
- Fakultät für Ingenieurwissenschaften
  - Elektrotechnik
  - Informationstechnik
  - Maschinenbau
  - Management Technologie
- Fakultät für Liberal Arts:
  - Wirtschaftsenglisch
  - Multimedia Arts
  - Interaction Design

Schnellkurse gibt es in Vertiefung der englischen Sprache, Sommerlager, internationale dreiwöchige Sommer- und Wintertreffen in Asien, Gründungsprogramme und so weiter.